# T de la Llebre
T de la Llebre (T Leporis) és un estel variable a la constel·lació de la Llebre. Visualment a mig grau d'ε Leporis, s'hi troba aproximadament a 500 anys llum del sistema solar. De tipus espectral Md, és una estrella variable de període llarg, concretament una variable Mira —igual que R Leporis, en aquesta mateixa constel·lació— la lluentor de la qual oscil·la entre magnitud aparent +7,40 i +14,30 amb un període de 368,1 dies. La seva temperatura superficial, extremadament baixa per a un estel, és de 2.800 K.
Les variables Mira es troben entre les majors fàbriques de molècules i pols de l'Univers. En cada pulsació, T de la Llebre expulsa matèria a l'espai, perdent cada any una quantitat de massa equivalent a la massa terrestre. Imatges de T de la Llebre obtingudes amb l'interferòmetre Very Large Telescope de l'Observatori Europeu Austral (ESO) han permès observar una capa de gas i pols que envolta l'estel, el diàmetre del qual és unes 100 vegades més gran que el del Sol. Donada la gran distància a la qual s'hi troben aquesta classe d'estels, el seu diàmetre angular aparent —malgrat la seva enorme grandària intrínseca— pot ser de només mitjana milionèsima part del solar.